# André Bergdølmo
André Bergdølmo (ur. 13 października 1971 w Oslo) – piłkarz norweski grający na pozycji środkowego obrońcy, a także trener.

## Kariera klubowa
Swoją karierę Bergdølmo rozpoczął w klubie o nazwie Skjetten SK, a w 1991 roku przeszedł do pierwszoligowego Lillestrøm SK. W pierwszej lidze zadebiutował 28 lipca w przegranym 1:2 meczu z Vikingiem. Już w 1992 roku zaczął występować w pierwszym składzie i dotarł wówczas do finału Pucharu Norwegii, jednak Lillestrøm przegrało w finale 2:3 z Rosenborgiem. Natomiast w 1994 i 1996 roku zostawał wicemistrzem Norwegii. W 1997 roku przeszedł do mistrzowskiego wówczas Rosenborga i w jego barwach zadebiutował w Lidze Mistrzów. Z Rosenborgiem trzykrotnie z rzędu zostawał mistrzem kraju w latach 1997–2000, a w 1999 roku dodatkowo zdobył swój pierwszy w karierze norweski puchar.
Latem 2000 Bergdølmo przeszedł do holenderskiego Ajaksu. Tam rywalizował o miejsce w składzie z Rumunem Cristianem Chivu oraz Finem Petri Pasanenem. W swoim pierwszym sezonie zajął z Ajaksem 3. miejsce w Eredivisie. W następnym był już podstawowym zawodnikiem klubu z Amsterdamu i wywalczył z nim mistrzostwo Holandii, Puchar Holandii, a także Superpuchar Holandii. Natomiast w 2003 roku jako rezerwowy został wicemistrzem kraju, a tytuł mistrzowski wywalczył PSV Eindhoven.
W sierpniu 2003 roku Bergdølmo został zawodnikiem niemieckiej Borussii Dortmund, która zapłaciła za niego 300 tysięcy euro. W Bundeslidze zadebiutował 9 sierpnia w wygranym 4:0 spotkaniu z VfL Wolfsburg. W Borussii był jednak rezerwowym i przegrał rywalizację ze Stefanem Reuterem i Christianem Wörnsem. Z klubem z Dortmundu zajął 6. miejsce w 2004 roku i 7. w 2005.
Latem 2005 André został piłkarzem FC København. W 2005 roku wygrał z tym duńskim klubem Royal League, a sukces ten powtórzył w 2006 roku. W 2006 roku wywalczył też mistrzostwo Danii i miał także udział w obronie tego tytułu w 2007 roku. Wiosną 2007 przeszedł do Strømsgodset IF. W 2008 roku zakończył tam karierę.
| Sezon   | Klub              | Kraj     | Rozgrywki   | Mecze | Bramki |
| ------- | ----------------- | -------- | ----------- | ----- | ------ |
| 1991    | Lillestrøm SK     | Norwegia | Tippeligaen | 4     | 0      |
| 1992    | Lillestrøm SK     | Norwegia | Tippeligaen | 19    | 0      |
| 1993    | Lillestrøm SK     | Norwegia | Tippeligaen | 21    | 2      |
| 1994    | Lillestrøm SK     | Norwegia | Tippeligaen | 21    | 1      |
| 1995    | Lillestrøm SK     | Norwegia | Tippeligaen | 25    | 3      |
| 1996    | Lillestrøm SK     | Norwegia | Tippeligaen | 25    | 3      |
| 1997    | Rosenborg BK      | Norwegia | Tippeligaen | 23    | 1      |
| 1998    | Rosenborg BK      | Norwegia | Tippeligaen | 24    | 1      |
| 1999    | Rosenborg BK      | Norwegia | Tippeligaen | 25    | 1      |
| 2000    | Rosenborg BK      | Norwegia | Tippeligaen | 11    | 0      |
| 2000/01 | AFC Ajax          | Holandia | Eredivisie  | 18    | 0      |
| 2001/02 | AFC Ajax          | Holandia | Eredivisie  | 32    | 5      |
| 2002/03 | AFC Ajax          | Holandia | Eredivisie  | 16    | 1      |
| 2003/04 | Borussia Dortmund | Niemcy   | Bundesliga  | 16    | 0      |
| 2004/05 | Borussia Dortmund | Niemcy   | Bundesliga  | 12    | 0      |
| 2005/06 | FC København      | Dania    | Superligaen | 27    | 2      |
| 2006/07 | FC København      | Dania    | Superligaen | 6     | 1      |
| 2007    | Strømsgodset IF   | Norwegia | Tippeligaen | 25    | 6      |
| 2008    | Strømsgodset IF   | Norwegia | Tippeligaen | 18    | 1      |

## Kariera reprezentacyjna
W reprezentacji Norwegii Bergdølmo zadebiutował 18 stycznia 1997 roku w przegranym 0:1 towarzyskim spotkaniu z Koreą Południową. W 2000 roku został powołany przez selekcjonera Nilsa Johana Semba do kadry na Euro 2000. Tam zagrał w trzech spotkaniach grupowych: z Hiszpanią (1:0), z Jugosławią (0:1) oraz ze Słowenią (0:0). Karierę reprezentacyjną zakończył w 2005 roku po spotkaniu z Czechami (0:1), rozegranym w ramach eliminacji do Mistrzostw Świata w Niemczech. W kadrze narodowej wystąpił 63 razy.